# Gilbertville (Iowa)
Gilbertville es una ciudad ubicada en el condado de Black Hawk en el estado estadounidense de Iowa. En el Censo de 2010 tenía una población de 712 habitantes y una densidad poblacional de 690,72 personas por km².

## Geografía
Gilbertville se encuentra ubicada en las coordenadas 42°25′8″N 92°12′51″O / 42.41889, -92.21417. Según la Oficina del Censo de los Estados Unidos, Gilbertville tiene una superficie total de 1.03 km², de la cual 1.03 km² corresponden a tierra firme y (0%) 0 km² es agua.

## Demografía
Según el censo de 2010, había 712 personas residiendo en Gilbertville. La densidad de población era de 690,72 hab./km². De los 712 habitantes, Gilbertville estaba compuesto por el 98.6% blancos, el 0% eran afroamericanos, el 0.14% eran amerindios, el 0.56% eran asiáticos, el 0% eran isleños del Pacífico, el 0.14% eran de otras razas y el 0.56% pertenecían a dos o más razas. Del total de la población el 1.69% eran hispanos o latinos de cualquier raza.